# Solfato ferrico ammonico
Il solfato ferrico ammonico (o allume ferrico) è un sale misto di ammonio e ferro (III) dell'acido solforico, di formula (NH4)Fe(SO4)2.
A temperatura ambiente si presenta come un solido violetto inodore.